# .kg
.kg – domena internetowa przypisana od roku 1995 do Kirgistanu i administrowana przez AsiaInfo Telecommunication Enterprise.

## Domeny stopnia drugiego
- org.kg
- net.kg
- com.kg
- edu.kg
- gov.kg
- mil.kg